# نيون جينيسيس إيفانجيليون 2
نيون جينيسيس إيفانجيليون 2 (新世紀エヴァンゲリオン2 Shin Seiki Evangerion 2) هي لعبة فيديو يابانية للـبلاي ستيشن 2 من تطوير ألفا سيستم ونشر بانداي. تحتوي اللعبة على عناصر لعبة فيديو تقمص الأدوار والسيطرة على العالم، وتسمح للاعب باتباع عدد من الشخصيات (مثل شينجي إيكاري، وأسكا لانغلي سوريو، وبن²، إلخ.) خلال نصوص متعددة من الحبكة الأصلية من أنمي نيون جينيسيس إيفانجيليون. أصدرت نسخة بلاي ستيشن بورتبل بتاريخ 27 أبريل 2006 بعنوان نيون جينيسيس إيفانجيليون 2 -قضايا أخرى.
سُميت المواضيع الـ24 في المجموع بـ"المعلومات السرية" (機密情報 Kimitsu Jōhō). غالباً ما تتوسع المواضيع على الخلفية الدرامية: آدم وليليث هما مستوطنان أُرسلا إلى الأرض فيما سيصبح قمر الأرض من قبل «السلالة السلفية الأولى»، مع «بذور» ورماح لونغينوس. الملائكة المختلفون يبحثون عن القمر الأسود لليليث لأنهم يسعون للوصول إلى ليليث، أو آدم؛ وهكذا. في حين اقتبست المعلومات من مقابلات واسعة مع هيدياكي أنّو، مبتكر السلسلة، إلا أن قانونية المعلومات في اللعبة لم تُصرَح رسمياً. إلى جانب المعلومات الإضافية، قدمت نيون جينيسيس إيفانجيليون 2 عدداً من الإضافات مثل معدات النوع-F والنتاج النهائي لمشروع جت ألون (كما في بعض الأوصاف التفصيلية، الحلقة عمل إنسان لم تنته بإلغاء مشروع جت ألون).

## طريقة اللعب
يتحكم اللاعب بالإيفا ويمشي حول خريطة كبيرة، إلى أن يلتقي بعدو. يُعطى اللاعب بعد ذلك قائمة بأوامر الحركة يمكنه اختيارها لمهاجمة العدو. متى ما اختير واحد من أوامر الحركة، سوف يظهر مشهد تالي، مبتكر بواسطة صور مبرمجة بالحاسوب تصور الهجوم. كانت هذه إحدى العناصر المشاد بها في اللعبة. تحتوي اللعبة قصص حيث يمتلك اللاعب قائمة بالشخصيات التي يمكن اللعب بها ليختار منها، للعب كما في صيغة القصة. على سبيل المثال، الشخصيات الرئيسة الثلاث، شينجي إيكاري، وريه أيانامي وأسكا لانغلي سوريو، متاحون منذ البداية. يمكن فتح القفل لشخصيات أكثر مع إنهاء أحداث لعبة مختلفة.

## الاصتقبال
بيعت 27,583 نسخة من اللعبة في أول أسابيع إصدارها.

## وصلات خارجية
- آي جي إن: بلاي ستيشن 2 بي إس بي
- المعلومات السرية مترجمة + النص المصدري باليابانية
  - وصف قصير للعبة
- مدخل على Gamefaqs.com